# Luchta
Luchta – legendarny zwierzchni król Munsteru z dynastii Milezjan (linia Itha), syn Lugaida Lamfinna, w siedemnastym stopniu potomka Itha mac Breogan, stryja Mileda, eponima Milezjan.
Źródła wspominają, że był chwalebnym zwierzchnim królem Munsteru w Cath Cumair, współczesnym arcykrólowi Irlandii Eochaidowi IX Feidlechowi (26-14 p.n.e.) oraz Daire mac Degaid, drugiemu królowi Munsteru z Clanna Dedad. Źródła podają, że matką jego syna, Eochaida, była Maer, zaś mamką, Medan. Obie były córkami Fergusa Cnai. Nie jest to możliwe, bowiem tenże Fergus był synem arcykróla Ugaine’a Mora, panującego trzy wieki wcześniej. 

## Rodowód
- Cormac Caech, brat Oililla (Aililla) Eranda, przodka Clanna Dedad; miał syna:
  - Ingaeth, miał syna:
    - Gaeth, miał syna:
      - Molach, miał syna:
        - Smirdub, miał syna:
          - Leo Lamfata, miał syna:
            - Anle, miał syna:
              - Lugair, miał syna:
                - Lugaid Lamfind (Lamfinn), ojciec Luchty